# Myrcia umbelliformis
Myrcia umbelliformis là một loài thực vật có hoa trong Họ Đào kim nương. Loài này được Krug & Urb. mô tả khoa học đầu tiên năm 1895. Nó là loài đặc hữu của Jamaica.